# Сан-Фернандо-де-Апуре
Сан-Ферна́ндо-де-Апу́ре (исп. San Fernando de Apure) — административный центр штата Апуре, Венесуэла. Население муниципалитета — 165 135 жителей (2011).

## История
Город основан 28 февраля 1788 года на берегах р. Апуре Фернандо де Миярес (?) Гонзалесом (Fernando de Miyares González) (Губернатором и Генерал-капитаном провинции Баринас Новой Гранады) с помощью Дона Х. А. Родригеза (J. A. Rodríguez) и монаха-капуцина фриара (?) (Fray) Буэнавентуры де Бенаокас (Buenaventura de Benaocaz). 1-го декабря 1793 г. поселению был присвоен статус города (Villa). В XVIII в. экспортировались такие товары, как перо цапли (в качестве пишущих принадлежностей) и шкуры животных.
В 1831 г. была открыта частная школа для юношей Мастером (?) Х. Кастельяно (Master J. Castellano); в 1844 г. были введены классы для детей более младшего возраста; в 1875 была открыта Федеральная старшая школа (el Colegio Federal de Segunda Categoría); и в конце XIX в. была открыта Федеральная школа Леона XIII.
Строительство моста через р. Апуре в Сан-Фернандо-де-Апуре началось в 1959 г. под руководством президента Ромуло Бетанкура. Мост был открыт 1-го февраля 1961 г., его стоимость составила 8,5 млн боливаров.

## География и климат
В Венесуэле Сан-Фернандо-де-Апуре считается очень тёплой местностью, так как находится в центре венесуэльских равнин. Среднегодовая в течение дня (? daily annual average) температура — 27,8 °C. Несмотря на это, она легко переносится. Влажность может достигать более 79 %, или из-за того, что город находится рядом с р. Апуре, которая в своей наиближайшей к городу точке достигает шириной в 300 м в русле. Рельеф Сан-Фернандо-де-Апуре совершенно плоский. Естественных возвышенностей нет, видимость на горизонте может достигать 10 км. Высокие заграждения могут быть искусственно созданы инженерными сооружениями для предотвращения наводнений. Город находится на влажных почвах, поэтому постройки гражданского назначения не разрешается строить выше пяти этажей. В этом плане Сан-Фернандо-де-Апуре представляет собой плоскую линию горизонта.
| Показатель | Янв.  | Фев.  | Март  | Апр.  | Май   | Июнь  | Июль  | Авг.  | Сен.  | Окт.  | Нояб. | Дек.  | Год    |
| --- | ----- | ----- | ----- | ----- | ----- | ----- | ----- | ----- | ----- | ----- | ----- | ----- | ------ |
| Абсолютный максимум, °C | 37,7  | 39,1  | 40,0  | 39,7  | 38,1  | 37,1  | 34,3  | 34,3  | 35,4  | 35,9  | 37,2  | 36,3  | 40,0   |
| Средний суточный максимум, °C                                                                                                   | 33,1  | 34,2  | 35,2  | 34,8  | 32,5  | 30,6  | 30,0  | 30,3  | 31,2  | 32,1  | 32,4  | 32,6  | 32,4   |
| Средняя температура, °C | 27,5  | 28,5  | 29,5  | 29,6  | 28,1  | 26,8  | 26,4  | 26,8  | 27,4  | 28,0  | 27,9  | 27,5  | 27,8   |
| Средний суточный минимум, °C | 21,9  | 22,7  | 23,8  | 24,3  | 23,7  | 23,0  | 22,8  | 23,2  | 23,6  | 23,8  | 23,3  | 22,3  | 23,2   |
| Абсолютный минимум, °C | 18,0  | 15,9  | 19,0  | 20,5  | 19,9  | 17,9  | 18,1  | 18,3  | 18,9  | 19,0  | 19,3  | 18,2  | 15,9   |
| Среднее число солнечных часов в месяц                                                                                           | 294,5 | 274,4 | 285,2 | 216,0 | 189,1 | 162,0 | 176,7 | 186,0 | 204,0 | 241,8 | 261,0 | 288,3 | 2779,0 |
| Среднее число дней с осадками                                                                                                   | 1     | 1     | 1     | 5     | 13    | 20    | 24    | 21    | 16    | 11    | 6     | 2     | 121    |
| Норма осадков, мм | 1,1   | 3,5   | 6,2   | 71,9  | 167,3 | 242,9 | 276,1 | 255,3 | 172,4 | 98,5  | 44,2  | 9,9   | 1349,3 |
| Средняя влажность, % | 71,5  | 68,0  | 65,0  | 66,0  | 74,5  | 80,0  | 81,5  | 82,0  | 81,0  | 79,5  | 78,0  | 75,5  | 75,2   |
| Источник: Instituto Nacional de Meteorología e Hidrología (INAMEH) Всемирная метеорологическая организация (данные об осадках), |       |       |       |       |       |       |       |       |       |       |       |       |        |

Среднее число солнечных часов не в день, а в месяц. Информация по состоянию на октябрь 2012 г.

### Города-спутники Сан-Фернандо-де-Апуре
| - Бока-дель-Аричуна (?) (Boca del Arichuna) - Бока-дель-Тигре (?) (Boca del Tigre) - Бокеронес (?) (Boquerones) - Кабуярито (?) (Cabuyarito) - Коверас (?) (Coveras) - Эль-Кайман (?) (El Caimán) - Эль-Хобал (?) (El Jobal) - Эль-Негро (?) (El Negro) | - Ла-Ареноса (?) (La Arenosa) - Ла-Бендисьон (?) (La Bendición) - Ла-Кулебра (?) (La Culebra) - Ла-Эсперанса (?) (La Esperanza) - Ла-Гомера (?) (La Gomera) - Ла-Масьера (?) (La Maciera) - Ла-Пальмита (?) (La Palmita) - Ла-Ромпия (?) (La Rompia) | - Ла-Вега-де-Араукита (?) (La Vega de Arauquita) - Лас-Пеониас (?) (Las Peonias) - Лос-Дивидивен (?) (Los Dividiven) - Лос-Меданос (?) (Los Médanos) - Лос-Валентонес (?) (Los Valentones) - Мангас (?) (Mangas) |

### Округа
- Эль-Рекрео (?) (El Recreo)
- Пеньялвер (?) (Peñalver)
- Сан-Фернандо (?) (San Fernando)
- Сан-Р.-де-Атамаика (?) (San R. de Atamaica)

## Население
Город образован тремя городскими ядрами (?): Сан-Фернандо-де-Апуре, охватывающий весь [метрополитенский район] по обом берегам р. Апуре, город-спутник Бируака (?) (Biruaca) на Западе, который подпадает под другую политическую юрисдикцию и округ Эль-Рекрео (?) (El Recreo) на Востоке. В соответствии с переписью населения 2001 г. в Венесуэле, на городской территории (?) Сан-Фернандо-де-Апуре проживало 175 056 чел., с темпом относительного роста в Бируаке в период между переписями: 69,4 % и в Сан-Фернандо-де-Апуре — 36,1 %. Образ жизни сан-Фернандцев-де-апуре зависит от района, благосостояния и возраста. Большое число молодёжи заявляют про себя, что ведут городской образ жизни с сильным влиянием местных … культур (?) с подражанием, в первую очередь, западному образу жизни, а во вторую — северного региона Венесуэлы (в основном, Каракаса). Взрослое население ведёт смешанный образ жизни, включающий традиции янеро (?) (llanero) и … (?). Некоторые группы взрослого населения ведут традиционный образ жизни с типичными для региона чертами. На окраинах города наблюдаются деревенские обычаи и традиции с малым влиянием … культур.

## Колледжи и университеты
Среди университетов Сан-Фернандо-де-Апуре есть: Университет им. С. Родригеза (S. Rodríguez University) и Экспериментальный национальный университет Западных равнин им. Э. Заморы (E. Zamora Experimental National University of the Western Plains).
Другие университеты:
- Филиал(?) Арагуасского университета двухсотлетия (Universidad Bicentenaria de Aragua) в Сан-Фернандо-де-Апуре
- Университет им. Х. М. Варгаса (Universidad J. M. Vargas)
- Карабобский университет (Universidad de Carabobo)
- Национальный открытый университет. Архивировано из оригинала 28 марта 2010 года. (Universidad Nacional Abierta)
- Либертадор педагогический экспериментальный университет (Libertador Pedagogical Experimental University)
- Национальный экспериментальный университет Вооружённых сил (Universidad Nacional Experimental Politécnica de la Fuerza Armada Bolivariana)

## Достопримечательности
- Дом (?) Боливара (Casa de Bolivar) — значимый Национальный исторический памятник, находящийся на пересечении ул. Комерсио (Comercio, Торговая) и ул. Индепенденсия (Independencia, Независимости). В XVIII в. дом был арсеналом, сейчас в нём располагаются общественная библиотека и культурные учреждения муниципалитета. Здание было отреставрировано в 1983 году.